# Чемпіонат Німеччини з хокею 1940
Чемпіонат Німеччини з хокею 1940 — 24-й регулярний чемпіонат Німеччини з хокею, чемпіоном став клуб Вінер ЕВ.

## Попередній етап

### Група А
- Дюссельдорф ЕГ  — СК Берлін 1:1
- Дюссельдорф ЕГ  — СВ Растенбург 3:1
- Дюссельдорф ЕГ  — КСГ Пройзен/Веспен 2:1
- Дюссельдорф ЕГ  — Крефельдер ЕВ 2:0
- СК Берлін — СВ Растенбург 1:1
- СК Берлін — КСГ Пройзен/Веспен 3:1
- СК Берлін — Крефельдер ЕВ 2:0
- СВ Растенбург — КСГ Пройзен/Веспен 0:3
- СВ Растенбург — Крефельдер ЕВ 4:0
- КСГ Пройзен/Веспен — Крефельдер ЕВ 1:2

| М  | Команда            | І | Пер | Н | Пор | Ш   | О |
| -- | ------------------ | - | --- | - | --- | --- | - |
| 1. | Дюссельдорф ЕГ     | 4 | 3   | 1 | 0   | 8:3 | 7 |
| 2. | СК Берлін          | 4 | 2   | 2 | 0   | 7:3 | 6 |
| 3. | СВ Растенбург      | 4 | 1   | 1 | 2   | 6:7 | 3 |
| 4. | КСГ Пройзен/Веспен | 4 | 1   | 0 | 3   | 6:7 | 2 |
| 5. | Крефельдер ЕВ      | 4 | 1   | 0 | 3   | 2:9 | 2 |

Скорочення: М = підсумкове місце, І = ігри, Пер = перемоги, Н = нічиї, Пор = поразки, Ш = закинуті та пропущені шайби, О = набрані очки

### Група В
- Вінер ЕВ — СК Ріссерзеє 2:0
- Вінер ЕВ — Клагенфурт АС 2:3
- Вінер ЕВ — ХК Фюссен 2:0
- Вінер ЕВ — Троппауєр ЕВ 8:0
- СК Ріссерзеє — Клагенфурт АС 3:0
- СК Ріссерзеє — ХК Фюссен 1:0
- СК Ріссерзеє — Троппауєр ЕВ 4:0
- Клагенфурт АС — ХК Фюссен 1:7
- Клагенфурт АС — Троппауєр ЕВ 4:1
- ХК Фюссен — Троппауєр ЕВ 1:1

| М  | Команда       | І | Пер | Н | Пор | Ш    | О |
| -- | ------------- | - | --- | - | --- | ---- | - |
| 1. | Вінер ЕВ      | 4 | 3   | 0 | 1   | 14:3 | 6 |
| 2. | СК Ріссерзеє  | 4 | 3   | 0 | 1   | 8:2  | 6 |
| 3. | Клагенфурт АС | 4 | 2   | 0 | 2   | 8:13 | 4 |
| 4. | ХК Фюссен     | 4 | 1   | 1 | 2   | 8:5  | 3 |
| 5. | Троппауєр ЕВ  | 4 | 0   | 1 | 3   | 2:17 | 1 |

## Фінальний раунд
- Вінер ЕВ — СК Берлін 2:1
- Вінер ЕВ — Клагенфурт АС 3:3
- Вінер ЕВ — Дюссельдорф ЕГ 1:0
- СК Берлін — Клагенфурт АС 1:0
- СК Берлін — Дюссельдорф ЕГ 1:1
- Клагенфурт АС — Дюссельдорф ЕГ 1:1

| М  | Команда        | І | Пер | Н | Пор | Ш   | О |
| -- | -------------- | - | --- | - | --- | --- | - |
| 1. | Вінер ЕВ       | 3 | 2   | 1 | 0   | 6:4 | 5 |
| 2. | СК Берлін      | 3 | 1   | 1 | 1   | 3:3 | 3 |
| 3. | Клагенфурт АС  | 3 | 0   | 2 | 1   | 4:5 | 2 |
| 4. | Дюссельдорф ЕГ | 3 | 0   | 2 | 1   | 2:3 | 2 |

## Склад чемпіонів
Склад Вінер ЕВ: Йозеф Вурм, Неумаєр, Отто Войт, Гьобель, Деммер, Шнайдер, Тшамлер, Франц Цехетмеєр, Фрайшратцер.